# Фати, Рикардо
Рикардо Фати (фр. Ricardo Faty; 4 августа 1986, Вильнёв-Сен-Жорж) — французский футболист, опорный полузащитник. Выступал в сборной Сенегала. Брат другого известного футболиста, Жака Фати.

## Карьера
Рикардо Фати родился в семье выходца Сенегала и жительницы Кабо-Верде. Фати начал свою карьеру в футбольной школе Клерфонтен. Откуда перешёл в «Страсбур», за который играл в любительском чемпионате Франции, проведя в первом сезоне 27 матчей и 1 гол, а во втором 14 игр. После этого, во втором же сезоне в клубе, Фати дебютировал в первой команде «Страсбура», за который провёл 14 матчей (5 в Кубке Франции). В чемпионате страны Фати дебютировал 29 октября 2005 года.
Во время розыгрыша Кубка УЕФА 2005/06 «Страсбур» встречался с итальянской «Ромой». В одном из матчей, главным тренер «Ромы», Лучано Спаллетти, отметил молодого француза. На следующий год «Страсбур» вылетел во второй дивизион, из-за чего был вынужден расстаться с частью футболистов. Фати перешёл в «Рому», заплатившую 350 тыс. евро; контракт был подписан на 5 лет. Фати дебютировал в составе «Ромы» 17 сентября 2006 года, за несколько минут до конца встречи серии А с «Сиеной». Во второй игре с «Олимпиакосом» в Лиге чемпионов, где он персонально опекал полузащитника греческой команды Ривалдо; «Рома» в этой игре добилась победы 1:0, а Фати получил хорошие оценки от Спаллетти, а некоторые газеты назвали его «новым Патриком Вьейра». После первого сезона в римском клубе, Фати сказал, что доволен своей игрой, но хотел бы уйти в аренду, чтобы иметь больше игрового времени.
6 июля Фати был отдан в аренду немецкому клубу «Байер 04» на 2 года как часть сделки по переходу в стан «джалоросси» Жуана. Однако за «Байер» Фати провёл только 1 матч и по обоюдному согласию разорвал договор. В январе 2008 года Фати был отдан на полтора года в аренду «Нанту», где полузащитник быстро стал игроком основного состава. В 2009 году Фати вернулся в «Рому», дебютировав в матче Лиги Европы с «Кошице».
В 2012 присоединился к французскому клубу "Аяччо".
18 августа 2014 подписал четырёхлетний контракт с бельгийским клубом "Стандард".
16 сентября 2020 подписал трёхлетний контракт с итальянской "Реджиной".

## Личная жизнь
Его отец — мусульманин, а мать — католичка, а сам Рикардо Фати, будучи игроком итальянской «Ромы» в возрасте 20 лет принял ислам, также он надеется закончить свою карьеру в странах Персидского залива, чтобы увеличить свою веру.

## Достижения
- Обладатель Кубка Италии: 2006/07